# Wittichenau
Wittichenau (alt sòrab: Kulow) és un municipi alemany que pertany a l'estat de Saxònia. Es troba a 6 kilòmetres de Hoyerswerda. El 335-40% de la població parla l'alt sòrab.

## Nuclis de població
- Brieschko (Brěžki), 172 h.
- Dubring (Dubrjenk), 105 h.
- Hoske (Hózk), 158 h.
- Keula (Kulowc), 211 h.
- Kotten (Koćina), 195 h.
- Maukendorf (Mučow), 486 h.
- Neudorf Klösterlich (Nowa Wjes), 81 h.
- Rachlau (Rachlow), 212 h.
- Saalau (Salow), 196 h.
- Sollschwitz (Sulšecy), 287 h.
- Spohla (Spale), 455 h.
- Wittichenau (Kulow), 3534 h.

## Personatges il·lustres
- Jurij Hawštyn Swětlik (traductor de la Bíblia al sòrab)
- Matthias Wenzel Jaeckel
- Xavier Jakub Ticin (creador de la gramàtica de l'alt sòrab)
- Ulrich Pogoda (músic i compositor sòrab)

## Agermanaments
- Tanvald
- Lubomierz
- Bad Honnef